# Nagrada za iznajdbe in tehnične izboljšave
Nagrade za iznajdbe in tehnične izboljšave je podeljeval Sklad Borisa Kidriča v letih od 1957 do 1991.

## Namen
Uspele tehnične iznajdbe in izpopolnitve so pomemben prispevek h gospodarskemu razvoju. Z namenom, da bi spodbudili iznajditeljsko delo, je v letu 1956 Sklad Borisa Kidriča razpisal natečaj za iznajdbe in izpopolnitve, ki so se v praksi že uveljavile. Prve nagrade te vrste so bile podeljene leta 1957. Od leta 1957 do 1965 so se ta nagrade imenovala Nagrade za iznajdbe in izpopolnitve oziroma Nagrade za tehnične iznajdbe in izpopolnitve in od leta 1966 naprej Nagrade za iznajdbe in tehnične izboljšave. O podelitvi nagrad je odločal Upravni odbor Sklada Borisa Kidriča.

## Nagrajenci

### 1957
- Martin Obran za konstrukcijo montažnega in plezalnega opaža z delovnimi odri za armiranobetonske konstrukcije
- Edvard Cilenšek za postavitev električnega pospeševalnika v Institutu Jožef Stefan
- Ivan Zupan za rekonstrukcijo priprave za mazanje pnevmatskega orodja in za konstrukcijo pnevmatskega kladiva za batne stroje

### 1959
Prva nagrada:
- ekipa kirurške klinike pod vodstvom Božidarja Lavriča za operacijo srca z uporabo metode ekstrakorporealne cirkulacije

Dve drugi nagradi:
- Leopold Andrée za konstrukcijo generatorja ultra zvočnega valovanja za pospeševanje zgorevanja prašnih goriv
- Marijan Ferjan, Engelbert Hribernik, Zdenko Marinček in Miodrag Milojević za iznajdbo Uporaba poroznega betona za osuševanje predorov in podzemnih galerij ter za opaž pri vakuumskem betoniranju

### 1960
Prva nagrada:
- Vinko Kramaršič za iznajdbo Votlo mešalo in postopek mešanja v tekočinah

Druga nagrada:
- Milan Dobovišek za iznajdbo Postopek za vlivanje in nadaljnjo izdelavo zloženih jekel

### 1961
Prva nagrada ni bila podeljena.
Tri druge nagrade:
- Valter Krušič za delo na področju borbe proti kariesu – zobni gnilobi
- Leo Knez in Ivan Kotnik za iznajdbo Postopek za pripravo in polnjenje jeklenk za plin dissous
- Vilko Kukec za iznajdbo Prenosna conska sušilnica za sadje in druge pridelke

### 1962
Nagrada ni bila podeljena, ker predložena dela niso izpolnila vseh razpisnih pogojev.

### 1963
Prva nagrada ni bila podeljena.
Dve drugi nagradi:
- Branko Pustoslemšek za iznajdbo Priprava za navijanje kovinskih plošč v zvitke
- Valentin Osredkar za iznajdbo Jamska stojka in Jamsko stropno oporje

### 1964
Prva nagrada:
- Ivan Fink za tehnično izpopolnitev na projektu in razvoju elektronske telefonske centrale

### 1965
Prva nagrada:
- Stane Vrščaj za izboljšavo Spektrometer za jedrski spinski odmev in aparaturo za merjenje olja v zrnih kmetijskih kultur

Tri druge nagrade:
- Stane Vrščaj za izboljšavi Protonski magnetometer in Protonski gradientni magnetometer
- Viktor Repenšek za Žlahtnjenje krompirja
- Filip Sedmak za iznajdbo Prenapetostni odvodnik

### 1966
Prva nagrada:
- Albert Čebulj za iznajdbo Zaščitna vezava za transformatorje

Drugi nagradi:
- Marjan Hribar, Stojan Jeretin in Zdenko Milavec za tehnično izboljšavo Aparatura za merjenje pretoka plinov po metodi ionizacije
- Jože Pirih in Franc Špiler za tehnično izboljšavo Montažni nosilci za električne vodnike in priključni pribor

### 1967
Prva nagrada:
- Aleš Strojnik za tehnično izboljšavo na rutinskem elektronskem mikroskopu

Tri druge nagrade:
- Branko Pustoslemšek za iznajdbo Čistilna priprava za čiščenje cevi rekuperatorskih kotlov med obratovanjem
- Štefan Zagoričnik za iznajdbo Izmenljiva objemka za jamske stojke
- Viktor Zupančič za iznajdbo Nakladalna priprava za palete

### 1968
Dve prvi nagradi:
- Avgust Belič in Janez Eržen za izum Hermetični trdomagnetni kontaktnik
- Karel Ferlež za izum Mlin za mletje močnih krmil in žitaric

Drugi nagradi:
- Ivan Car za izum Sonde z vložki za signalizacijo nivoja vnetljivih in nevnetljivih tekočin in električno vezje za signalizacijo ter vključevanje motorjev v odvisnosti od nivoja tekočine
- Viktor Zupančič za izum Mehanizem za zaviranje traktorjev in prikolic ali podobno

### 1969
Prva nagrada:
- Deso Javornik za izum Plazemski gorilnik

Tri druge nagrade:
- Matjaž Leskovšek za tehnično izboljšavo pri razvoju telegrafske multipleksne tehnike
- Jože Pahor, Jože Šnajder in Marjan Hribar za tehnično izboljšavo Analogni računalnik za vrednotenje rezultatov Rose Bengal testa
- Mitja Vidmar za iznajdbo Trifazni alternator z drsnimi obroči z vgrajenim napetostnim regulatorjem in nosilci usmerniških diod

### 1970
Devet nagrad:
- Erik Vrenko in Alojz Klinej za izum Koherentna svetilka za linearno polarizirano svetlobo
- Edo Prostor za izum Postopek zaščite kondenzatorjev z epoksi smolo
- Ivan Milič, Edo Prostor in Žarko Stok za izum Postopek za utrditev surovin
- Anton Oblak za izum Reaktor za oksidacijsko pihanje raztaljenega bitumena ali drugih smolnatih snovi
- Vladimir Senčar za izboljšavo Obračanje blumov na zanko pri valjanju ingotov v blume za žično valjarno
- Alojz Fornazarič in Milan Lekšan za vzgojo nove sorte breskve Slovenija
- Marko Pečnik za izboljšavo Iskalnik napak v kablih
- Marko Jagodič in Božo Bastaž za izboljšavo Razvoj družine 12/24 kanalskih telefonskih multipleksnih sistemov
- Božo Bartelj in Bogdan Babšek za izboljšavo Analitična rešitev optimalne dolžine valjanih izdelkov

### 1971
Šest nagrad:
- Lojze Čigon za iznajdbo Postopek za izdelavo zidnih in stropnih konstrukcij z opečnimi elementi
- Franc Bremšak in Slavko Hanžel za iznajdbo Visokoimpedančni enosmerni operacijski ojačevalnik
- Jože Gajšek za iznajdbo Prilagoditvena vezava programatorja v avtomatskih pralnih in podobnih gospodinjskih strojih za olajšanje radijskih motenj
- Rado Kocjan in Borut Pelan za iznajdbo Postopek za izolacijo in hidriranje naravnih secale alkaloidov
- Aleksander Kostnapfl za iznajdbo Merilna priprava za merjenje osne sile v vrveh in Hidravlična napenjalna in merilna priprava za nosilne vrvi pri žičnicah
- Milan Pečnik za iznajdbo Gumbna pogonska ureditev za odmična, paketna ali druga ročna stikala

### 1972
Devet nagrad:
- Vital Eržen, Igor Levstek, Jernej Porok in Ivan Zupančič za izum Pulzni oljni analizator
- Zdenko Milavec in Franc Celar za izum Detektor maksimalnih vrednosti napetosti in analogni spomin
- Boris Frlec in Andrej Šmalc za izuma: Prenosnik pritiska za  merjenje  pritiska elementarnega fluora in drugih visokokorozivnih plinov ter Nizko temperaturna celica za IR spektroskopijo visokokorozivnih fluoridov
- Jurij Hribovšek  za izum Temperaturna kompenzacija večkanalnega oscilatorja za frekvenčno področje 20 do 30 MHz
- Jože Korošec za vzgojo nove sorte črne detelje poljanka
- Dragica Kralj in Tone Wagner za vzgojo novih sort hmelja ahil, apolon, atlas, aurora
- Jurij Zadravec za iznajdbo Enofazni sinhronski motor za majhne moči z lastnim zagonom
- Jože Peternelj za izume: Ureditev generacije nosilnih frekvenc za prenos informacij, zlasti po visokonapetostnih daljnovodih z nosilno frekvenco, Izboljšano ojačevalno vezje, Izboljšana ureditev dvosmernega prenosa kombiniranih informacij po zlepljenih pasovih s pomočjo nosilnih frekvenc, Ureditev za vzpostavitev optimalnega režima pri tranzitiranju s kompanderiziranimi in nekompanderiziranimi aparaturami
- Laslo Rešković in Franc Štefančič za izpopolnitev Enote za priključek telegrafskega daljnega naročnika

### 1973
Šestnajst nagrad:
- Avgust Berlič za iznajdbo Zataljevalni stroj za hermetično zapiranje steklenih cevk
- Janez Eržen in Adolf Vauda za tehnično izboljšavo Signalno varnostna naprava z brezžičnim prenosom alarmnega signala
- Radovan Tavzes, Evgen Kansky in Jelko Koron za iznajdbo Potenciometer
- Evgen Kansky, Radovan Tavzes in Jelko Koron za Podnožje za elektronske elemente
- Božidar Brudar za iznajdbo Merilna priprava za rezanje blumov
- Bogdan Bastar, Zdenko Milavec, Jože Pahor in Boris Navinšek za tehnično izboljšavo Tiristorski regulator scenske razsvetljave
- Ljubo Planinšček, Jože Wemad, Fran Erbežnik in Viktor Ramovš za iznajdbo Izboljšave mozaične komandne plošče
- Stojan Havliček za tehnično izboljšavo Troakar za operativno laparaskopijo
- Peter Jerman in Franjo Kajfež za iznajdbo Biosintezni postopki za pridobivanje antibiotikov tetraciklinske skupine
- Miha Japelj, Tone Povše, Pavle Zupet in Peter Jerman za iznajdbo Postopek za pripravo rentgenskih kontrastnih sredstev
- Marko Gliha, Jurij Hribovšek, Peter Benedik in Maks Simončič za tehnično izboljšavo Vpeljava enobočno moduliranega prenosa v metrsko valovno področje
- Milan Oklobdžija, Miha Japelj, Srečko Ostroveršnik in Peter Jerman za iznajdbo Postopek za pripravo 7-kloro-2, 3-dihidro-1-metil-5-fenil-(1H)-1,4-benzodiaze-pina in ustreznega derivata benzodiazepin-2-ona
- Janez Štupar za iznajdbo Gorilnik za merjenje atomske absorbcije z laminarnim plamenom in ločenim vbrizgavanjem raztopine v plamen
- Franc Avčin in Anton Jeglič za tehnično izboljšavo Sistem za iskanje ponesrečencev zasutih v plazu
- Erno Petrič za tehnično izboljšavo na področju razvoja avtomatizacije za daljinsko upravljanje, daljinsko signalizacijo in daljinski prenos meritev
- Anton Jeglič, Ignac Uršič in Maks Smolnik za tehnično izboljšavo Radiofrekvenčna peronealna opornica

### 1974
Štirinajst nagrad:
- Anton Razinger in Jože Arh za iznajdbo Priprava za dodajanje svinca pri izdelavi ali vlivanju svinčevih jekel
- Marjan Buh, Josip Puh in Drago Kolar za izum Postopek za pripravo miniaturnih keramičnih kondenzatorjev
- Igor Grabec za iznajdbo Umetno oko za kontrolo žarometov
- Valentin Grilc za iznajdbo Kontaktni vložek za izdelavo kontaktnih stavkov ali drugega stikala z drsnim kontaktom
- Smiljan Jerič, Ludvik Simonič, Lado Androja in Jože Kelhar za tehnično izboljšavo Originalni vakuumski postopek brezkontaktnega nikljanja pirolitskih uporov
- Jože Jan, Ivan Pokorn in Tomo Čavić za iznajdbo z naslovom Naprava za predenje mineralne volne iz raztaljenih mineralov
- Stane Kranjc za tehnično izboljšavo Ročni hladilnik mleka
- Jože Pahor za iznajdbo Stabilizator efektivne napetosti z linearno zvezo med efektivno in kontrolno napetostjo pri sistemih s fazno regulacijo
- Pavel Zupet, Anton Povše, Srečko Ostroveršnik in Milena Popovič za tehnično izboljšavo čiščenja 3,5-diacetilamino-2,4,6-trijod benzojeve kisline, do kvalitete, uporabne za paranteralne raztopine
- Sava Rakčević za iznajdbo Regulator pretoka za nizkotlačne hidroelektrarne
- Marko Štular, Erik Vrenko, Ana Švajger, Zvonko Krevelj, Ilija Rajver, Janko Lipovž, Janez Šteblaj, Mitja Kovačič, Stane Petrič in Marija Bernard za iznajdbo Laserski razdaljemer za vgradnjo v vozila
- Jože Vugrinc, Stane Pavlin, Slavko Ožbalt, Andrej Lavrič, Srečko Hribar in Roman Kunaver za tehnično izboljšavo Naprava za radiorelejne usmerjene zveze za prenos snopa do 60 govornih kanalov
- Franc Zajc in Matevž Vrhovnik za izum Konstrukcija za izdelavo nadgradnje na vlačilcih in prikolicah
- Jože Grmek in Branka Grmek Štebih za iznajdbi: Vezava radiatorskih členov in Radiatorski členi

### 1975
Dvajset nagrad:
- Jože Spanring za izpopolnitev Rž tetraploidna okta
- Lucijan Krivec za izum Pretočne posode za odstranjevanje gnojevke izpod mrež ali rešetk pri etažnih baterijah za vzrejo v živinoreji
- Andrej Šalehar, Alojz Čandak in Joža Urbas za izpopolnitev metode Selekcija hibridnih prašičev
- Niko Kralj za izum Univerzalni montažni sklopi predfabriciranih konstrukcijskih elementov
- Borut Pelan, Rudi Ručman in sodelavec Rudo Kocjan za izum Postopek za pripravo vodotopnega escina
- Tone Blatnik za izpopolnitev Proizvodnja suhega komprimiranega zraka za industrijsko fermentacijo antibiotikov
- Jure Babič in sodelavci: Janez Bernik, Glijeb Karpljuk, Vinko Manček, Jože Miklič, Mladen Pavletič in Janko Petrovič za izpopolnitev postopka proizvodnje oksitetraciklina
- Jože Salmič in Jože Verce za izpopolnitev Dodatna naprava na stroju FEMA za avtomatsko dodajanje žličk
- Miloš Marinček za izpopolnitev Pomična streha na letnem gledališču Križanke v Ljubljani
- Viktor Zupančič za izum Avtomat za izdelavo stenskih zaščitnih kotnikov
- Jože Koželj za izum Fluorescenčna svetilka kot nosilec sekundarnega stropa
- Peter Šuhel za izum Avtomatski integrirani intravaginalni stimulator
- Janez Fister, Iva Kavčič in Jože Slivnik za izum Postopek za pripravo rdečega živosrebrnega oksida za izdelavo baterij
- Jože Pahor in Milan Petrovič za izum Akustična panorama
- Jože Gajšek za izum Uporaba vzmeti za ščetke kot dušilke za znižanje nivoja radiofrekvenčnih motenj pri malih univerzalnih motorjih
- Peter Šuhel, Miroslav Žlajpah, Jurij Strnad in Franc Beravs za izum Precizni avtomatski merilnik reed kontaktnikov
- Boštjan Škorjak, Jože Podlipnik, Anton Ogorelec, Ivo Brnčič, Stane Rožman, Milan Zdešar, Viki Uhan za izpopolnitev Naprave za kompleksno avtomatizacijo hidroelektrarn
- Franc Tori za izpopolnitev Tori votlak
- Marjan Vozelj za izpopolnitev uporabe laserskih žarkov za vzbujanje fluorescence
- Marko Habič in Andrej Kmet za izpopolnitev metode Določanje doze pri radikalni radioterapiji Hodgkingove bolezni na telekobaltu

### 1976
Trinajst nagrad:
- Marjan Petelinšek in Ivan Zavšek za izum Stroji za nanašanje emajla
- Jože Koželj za izpopolnitev Stol 2140 z ekscentrično vrtljivo sedežno ploskvijo
- Anton Brcar za izum Ureditev dovajanja in odvajanja tlačnega fluida pri vrtečih se gredah in z njimi vezanih delih strojnih naprav
- Vanja Kreft in Vinko Muha za izum Nov princip 12 - pulznega usmerjanja
- Janez Sever kot avtor oziroma soavtor izumov Enofazni koračni motor z vezjem za napajanje, Polarizirano elektromagnetno močnostno stikalo in Vezje za integrirani elektronski časovni zbiralnik
- Stanislav Štrukelj za izum Sistem izbiranja pomnilniških celic
- Jože Lavrin za izum Vodotesno ohišje za galvansko celico
- Jože Šnajder, Herman Kralj in Marjan Erjavec za iznajdbo Mobilni renograf
- Rafael Cajhen, Janez Nastran in Matija Seliger za izum Uspešna tehnološka rešitev vklopne problematike pri DC/AC pretvornikih
- Tomislav Rančič za tehnično izpopolnitev Tehnološke rešitve elektronskega regulatorja avtomatske regulacije izhodne napetosti specialnih transformatorjev srednjih moči
- Miroslav Pokorny, Pavel Zupet, Mladen Pavletič, Franc Novosel in Tomaž Stepišnik za izum Izolacija, ovrednotenje in uporaba encima nevtralne proteaze kot sekundarne surovine pri fermentaciji oksitetraciklina
- Marjeta Globokar, Pavle Zupet, Matija Maučec in Miha Japelj za izum Tehnološka izboljšava sinteze etilnega estra p-klor-fenoksi izomaslene kisline
- Janez Trontelj, Milan Mežek, Anton Vencelj in Franc Levornik za izum Izvedba precizijskega elektronskega števca električne energije razreda 0,2 in 0,5

### 1977
Osemnajst nagrad:
- Niko Kralj za izume in modele s področja industrijskega oblikovanja
- Štefan Zagoričnik za izum Jekleno popustljivo podporje z gibljivim spojem za rudnike
- Janez Nebec za izum Mehanski postopek za voluminiziranje tkanin
- Marjan Umek za Razvijalnik za lahko peno
- Milan Kocjan za izum Izdelava prototipa planetnega mešalca za mešanje prašnih komponent
- Ciril Kastelic za izpopolnitev Plamaflex-poliuretanske izolacijske plošče
- Milan Čelan za izum Razvoj in organizacija pilotne proizvodnje stikalnih elementov s hermetičnimi kontaktniki
- Marjan Žagar in Jernej Raspet za izum Snežna veriga za pnevmatike motornih vozil za hitro nameščanje
- Srečko Oman in Miro Brzin za napravo Originalna izvedba stabilnega mikrogazometra z maksimalno občutljivostjo, za njegovo avtomatizacijo in za pripravo diferenčne metode mikrogazometra
- Tatjana Brodnik in Peter Suhač za izum Sredstvo za zatiranje škodljivcev
- Ivo Brnčič in Tomaž Ermenc za izpopolnitev Elektronski regulator jalove moči Iskra-APJ
- Igor Grabec in Peter Mužič za Detektor akustične emisije in Senzor akustične emisije z vgrajenim predojačevalnikom
- Franc Jesenko, Aleš Kmecl in Ivan Savnik za izum Selekcija hibridov prelux
- Franjo Gračanin, Miroslav Vrabič in Janez Šega za izum Funkcionalna električna stimulacija
- Bojan Košir, Borut Komar, Janez Gradišek in Branimir Zamola za izum Razvoj tekočega cepiva claviceps purpurea za proizvodnjo rženih rožičkov
- Rudolf Ručman, Andreja Drnovšek, Stanislav Jankovič, Janez Levec in Milena Kotar za izum Postopek za pripravo 9, 10 dihidroalkaloidov rženega rožička
- Miloš Komac, Dimitrij Sušnik, Stane Pejovnik, Drago Kolar, Anton Čandek, Anton Porenta in Borut Vičič za tehnično izpopolnitev Priprava permeabilnih keramičnih teles s kontrolirano propustnostjo in dimenzijami
- Jože Podlipnik, Sava Rakčevič, Peter Lah, Milana Milavec, Janez Grčar, Milan Zdešar in Boštjan Škorjak za izpopolnitev Elektronski turbinski regulator Iskra-ETR

### 1978
Sedemnajst nagrad:
- Peter Šuhel za Dosežke pri uvajanju mikro računalnikov v avtomatske merilne sisteme
- Milan Mekinda za izpopolnitev Nova organizacija programov lokalne centrale M 10 C
- Miroslav Marec za izum Elektronski telefonski aparat z nizkoohmskim vhodom
- Franc Brezovnik za izpopolnitev SOM priprava za odvijanje matic
- Vladimir Sokolov za izum Univerzalni sistem za alarmiranje
- Marjan Hribar in Peter Rupnik za izpolnitev Sonda za določanje koncentracije HG v stenah vrtin
- Bogdan Sicherel, Niko Zakonjšek in Viktor Logar za izpopolnitev Plinski gorilnik VARIO
- Drago Kolar, Marija Trontelj in Alenka Rožaj Brvar za izum Varistor na osnovi kovinskih oksidov za napetostno območje od 50 do 600 V
- Zmago Štadler, Drago Kolar in Josip Puh za izum Dielektrična keramika z vnaprej določenim temperaturnim koeficientom dielektričnosti
- Jurij Tasič, Sašo Divjak in Amadej Trnkoczy za izum Mikrokalkulatorski analizator podatkov
- Dušan Milivojevič, Janez Perkavec in Janko Popović za izum Postopek za pridobivanje čistih proteolitskih aktivnih encimov iz mlečka Carica papaya
- Jože Pahor, Milan Petrovič, Žiga Šmit in Edvard Šefer za izpopolnitev Naprava za kontinuirano avtomatsko večstopenjsko kontrolo razstrupljevanja tekočih odpadkov pri industrijskih galvanikah
- Janez Gantar, Albin Kurnik, Marko Werk, France Kolenc in Pavle Matijašič za izum Digitalni frekvenčni rele
- Ana Matičič, Tilka Krivic, Franc Mikuž, Jana Babnik Garmuš, Marija Vidrih za izum Požlahtnjenje hibrida koruze in uvedba v kmetijsko proizvodnjo
- Miroslav Pokorny, Anton Pavletič, Nenad Djurič, Janez Bernik, Marija Kompan in Miha Japelj za izum Postopek za fermentacijo cefalosporina C in njegovo kemijsko transformacijo v 7-aminocefalosporansko kislino
- Pavel Zupet, Josip Žuvanič, Tomislav Barun, Miha Japelj, Janez Kržan in Josip Lokobauer za izpopolnitev Uporaba sekundarnih surovin iz kemijske sinteze v fermentacijski proizvodnji pri izolaciji oksitetraciklina in čiščenju fermentacijskih odpadnih vod
- Jernej Böhm, Bano Diallo, Janez Krajnik, Sergej Pahor, Jože Šnajder, Miran Tiringer, Janez Cerar, Marjan Erjavec, Milan Soklič za izpopolnitev JANUS 3 računalniški sistem za zbiranje in obdelavo podatkov v nuklearni medicini

### 1979
Sedemnajst nagrad:
- Branko Pustoslemšek za izpopolnitev Korekturo čiščenje in reciklaža filtrata v obratu nevtralizacije TIO 2
- Franc Oman za izpopolnitev Neprekinjen proces proizvodnje od vlaken do gotovih izdelkov v IBI Kranj in Izdelava lastnih žakardnih strojev
- Leopold Južina za izum Merilniki za določevanje parametrov hermetičnih kontaktnikov
- Jože Slivnik in Andrej Stergavšek izum Postopek nevtralizacije rafinata za recikliranje vode pri predelavi uranove rude
- Stanislav Štrukelj in Georg Wirth za izpopolnitev Neredundančno priključevanje naročniških vodov dvojnikov na javne telefonske centrale
- Marino Urbanc, Boris Makarovič in Mirko Opara za izum Stolp za razpršilno sušenje v protitoku
- Boris Pihlar, Lado Kosta in Branko Hristovski za izpopolnitev Elektrodni sistem za merjenje cianida
- Andrej Ocvirk, Drago Lipuša in Alfonz Grad za izum Postopek za pripravo čistega natrijevega metaborata
- Robert Jedlovčnik, Martin Fevžer in Stane Zule za izum Postopek čiščenja usnjarskih odpadnih vod
- Borut Pelan, Marija Milohnoja in Magda Pezdirc za izum Postopek za pripravo betametildigoksina
- Jernej Črnko, [[Josip Priolgg, Adolf Šauperl in Janko Lipovec za izpopolnitev Novo vzgojena sorta jablane Lonjon
- Ivan Kobal, Janez Kristan, Miro Škofljanec in Meta Ančik za izum Radiološka zaščita v rudnikih urana in meritev radioaktivnosti v okolju
- Matjaž Leskovšek, Mirko Curk, Desanka Jagarinec in Franc Bojc za izpopolnitev Razvoj naprav za prenos komand, signalizacij in merjenj manjših in srednjih kapacitet - TM 15
- Drago Končnik, Tomaž Bajuk, Drago Hribšek, Tine Zajc in Marko Werk za izpopolnitev Modularni napetostni regulator
- Franc Kervina, Marko Bertoncelj, Dušan Kastelic, Bojan Šobar, Davorin Šobar in Emerik Valinger za izpopolnitev Gradnja hlevov velikega razpona z uporabo lepljenih lesenih nosilcev brez stebrov
- Stanko Gajšek, Jurij Hribovšek, Marko Rebolj, Evstahij Moder, Stanislav Lampret, Drago Logar, Peter Benedik in Mitja Zornada za izum Razvoj in realizacija navigacijskega sistema za instrumentalno vodenje letal
- Uroš Stanič, Amadej Trnkoczy, Matija Maležič, Miha Stopar, Janez Grom, Jože Opeka, Dušan Filipič, Tone Jeglič, Stanislav Reberšek, Primož Strojnik in Ignac Uršič za izume Avtomatski integrirani funkcionalni in terapevtski elektronski stimulator, Elektronski stimulator z avtomatskim vklopom in nastavljivim stimulacijskim zaporedjem in Terapevtski elektronski stimulator mišic

### 1980
Triindvajset nagrad:
- Vojko Ozim za izpopolnitev Razželezenje vode
- Miran Mozetič za izum Naprava za upravljanje malih turbin
- Jože Szabo za izpopolnitev Nova metoda pridobivanja zemeljskega plina
- Josip Zoubek za izum Glinična keramika in postopek za izdelavo
- Božo Glavič in Bojan Paradiž za izpopolnitev Optoelektronski rotacijski merilnik vetra
- Dušan Kitek in Franc Mežnar za izpopolnitev Rešitev zmanjšanja onesnaženja reke Meže in Drave
- Branislav Protega in Jože Maček za izpopolnitev Razvoj in realizacija merilnika popačenj in količnika napak MIG-1
- Egon Lukacs, Matija Koželj in Anton Sedovšek za izpopolnitev Metode racionalnega raziskovanja, odpiranja in odkopavanja ležišča urana Žirovski vrh
- Lojze Trontelj, Stane Ožbolt in Vojko Strle za izpopolnitev Vezje za stikalno matriko EMZ 1005 A in EMZ 1005 B
- Janez Trontelj, Tomaž Martinčič in Peter Stavanju za izpopolnitev Vezje za časovnik EMZ 1002
- Branko Krašovec, Angela Mihelič Zupančič in Suzana Reutlinger Rupnik za izum Izkoriščanje odpadnega bujona pri predelavi kokoši
- Franc Levovnik, Milan Mežek, Anton Vencelj in Slavko Vidic za izpopolnitev Etalonski merilnik pogreškov
- Dimitrij Sušnik, Anton Porenta, Marija Trontelj in Drago Kolar za izum Termoluminiscentni material in postopek za njegovo pripravo
- Tone Praprotnik, Ciril Dovč, Viktor Repanšek in Tadej Sluga za izum Vzgoja dveh novih sort krompirja Jaka in Meta
- Rudolf Ručnam, Milivoj Kodrič, Franc Lipovšek, Franc Rupar in Drago Kren za izume Postopek za pripravo lizergovih kislin, postopek za izolacijo čiste lizergove kisline in postopek za ločitev obeh izomer lizergove kisline
- Pavel Oblak, Anton Čižman, Alojz Keber, Saša Divjak, Demetrij Uran in Dušan Filipič za izum Naprava za avtomatsko vodenje betonarn
- Marko Rogač, Žarko Mirosavljev, Božidar Ropret, Andrej Uratnik, Dušan Kodak in Anton Železnikar za razvojni dosežek Mikroračunalnik ISKRA DATA 1680
- Natalija Vitezič, Miha Japelj, Mario Merslavič, Marijan Hohnjec, Stane Kovačič in Marinka Praznik za izum iz področja polsintetskih betalaktamskih antibiotikov
- Stana Molan, Marjan Kermc, Pavel Zupet, Miha Japelj, Marjan Kopač, Tone Recelj in Alojzija Roženberger za izpopolnitev Tehnološka izboljšava sinteze metioninmetilsulfonmetilsulfata - vitamina U
- Anka Puc, Franc Arko, Helena Sočič, Matjana Didek Brumec, Janez Čadež, Anton Laniško in Miha Kremser za izum Postopek za pripravo ergotamina in ergokriptina s submerzno fermentacijo
- Ivo Brnčič, Peter Lah, Matija Trebar, Milena Milavec, Janez Grčar, Tomaž Ermenc in Marjan Lisjak za izpopolnitev Sinhronizator Iskra - NAS
- Jože Berlan, Zvone Cepuš, Danilo Kotnik, Matjaž Krašovec, Ladislav Madunič, Miško Sreš in Cvetko Ščuka za izpopolnitev Zasnova in razvoj univerzalnega elektronsko-optičnega sistema za nagibne tehtnice točnostnega razreda III in IV
- Marinka Drobnič Košorok, Marija Kopitar, Alojz Suhar, Vito Turk, Mirjam Derenčin, France Lipolt, Miroslav Pokorny, Franc Raspor in Pavel Zupet za izuma Postopek za pripravo stabilnega surovega pektinolitičnega preparata iz fermentacijske brozge Aspergillus niger in Postopek za pripravo surovega preparata proteinaz in pektinaz iz fermentacijske brozge Aspergillus niger

### 1981
Šestindvajset nagrad:
- Andrej Robič za razvoj in izoblikovanje geometrije smuči na osnovi poenotenih elementov različnih zvrsti smučanja
- Raoul Jenčič za tehnično izboljšavo Uvedba stabilnega oroševalnega sistema za obrambo sadovnjakov pred pozebo
- Ciril Kastelic za izuma Postopek in naprava za proizvodnjo cevastih in izolacijskih oblog iz ekspandiranih elastičnih umetnih snovi in Postopek separatne aktivacije reaktantskega sistema poliol - izocianat pri tvorbi poliuretanskih filmov
- Tomislav Petkovič za tehnično izboljšavo Fermentativna proizvodnja Zn-bacitracina
- Matija Exel in Branislav Popovič za tehnično izboljšavo Programski sistem jezika SL1 za formalno definiranje komutacijskih procesov v programsko vodenih telefonskih centralah
- Jože Ferčej, Jože Osterc in Jože Čeh za tehnično izpopolnitev Pitanje bikov - križancev z mesnimi pasmami
- Jože Sterle, Tone Zidar in Jože Urbas za izum Inovacijski projekt tovarne ognjeodpornih plošč
- Janez Pelc, Pavel Munih in Branko Petrič za izum Razvoj tehnološkega postopka za ločevanje gume od kovine z visoko frekvenco
- Janez Trontelj, Tone Pleteršek in Marjan Mihelin za tehnično izboljšavo MikoračunaInik za analizo mikroelektromiografskega signala
- Branko Pirnar, Žarko Mirosavljev, Lado Nikšič in France Stare za tehnično izboljšavo Razvoj prikazovalnika s tastaturo
- Tone Wagner, Dragica Kralj, Nežika Mecved in Marta Dolinar za izum Žlahtnitve hmelja - B kultivarji
- Marko Jagodič, Mladen Matošić, Nikola Simić in Božo Štimec za tehnično izboljšavo Telekomunikacijski sistem za prenos raznorodnih informacij vzdolž avtocest
- Janko Lužnik, Janez Pirnat, Franc Kogovšek in Zvone Trontelj za tehnično izboljšavo Aparatura za merjenje barvnih koordinat
- Lojze Butina, Vinko Cotič, Alojz Mehle, Brane Urbanc in Jože Plazar za tehnično izboljšavo Krmilni sistem za vodenje tovarne betona
- Milan Banovec, Miroslav Pokorny, Janko Petravić, Franc Novosel in Peter Vinić za tehnično izboljšavo Tehnološki postopek pridobivanja injekcijske kvalitete OTC - HCI
- Janja Stres, Rudolf Ručman, Zdenka Lindič, Milivoj Kodrič in Franc Lipovšek za izum Postopek za sintezo zdravila Nicergolin
- Viktor Dimic, Andrej Kužnik, Marjan Levstek, Ivan Mrčun, Marjan Erjavec in France Guna za tehnično izboljšavo Razvoj metode za proizvajanje radioaktivnega fluora 18 za medicinsko uporabo
- Matija Maležič, Marino Lukežič, Miha Stopar, Jože Opeka, Primož Strojnik in Stanislav Žerovnik za tehnično izboljšavo Elektronska naprava za lajšanje bolečin
- Rudolf Ručman, Milan Jurgec, Branko Stanovnik, Miha Tišler, Janja Koršič, Milena Kotar in Milivoj Kodrič za izum Postopek za pridobivanje 2-brom-ergokriptina
- Jurij Hribovšek, Marko Rebolj, Drago Logar, Stanislav Lampe, Evstahij Moder, Mitja Zornada in Peter Benedik za tehnično izboljšavo Razvoj in realizacija radijske sprejemno oddajne naprave RT-20-TM
- Tone Obersnu, Vinko Nastran, Anton Lebar, Aleš Juhart, Jože Potočnik, Stane Krajnc in Franc Madjar za tehnično izboljšavo Hermetična kondenzacijska enota za toplotno črpalko
- David Čuk, Zoran Marinšek, Drago Pavšelj, Marjan Pegan, Christodoulos Physicos, Matija Povirk, Radovan Tavzes, Miha Tomšič in Marjan Vidmar za tehnično izboljšavo Sistem za izravnavanje konic v odjemu električne energije
- Silva Pirš, Janja Jager, Janez Pirš, Igor Muševič, Tone Prelesnik, Bojan Ložar, Iva Levstek, Bojan Marin in Alenka Kandušer za izum Uporaba tekočih kristalov
- Jurij Tasič, Lado Lenart, Vladimir Jovan, Janez Zalar, Jože Opeka, Franc Panter, Savo Trebše, Kostja Skok, Martin Mali in Janez Šerjak za tehnično izboljšavo Naprava za zajemanje, prikaz, obdelavo in nadzor prostorsko in časovno porazdeljenih podatkov elektroenergetskega sistema
- Anton Čižman, Pavel Oblak, Alojzij Keber, Saša Divjak, Daniel Šlebinger, Dušan Filipič, Janez Grom, Zdenko Milavc, Uroš Aleksič in Janez Plestenjak za tehnično izboljšavo Naprava za diskretno regulacijo vrtljajev trifaznega asinhronskega pogonskega motorja
- Dimitrije Arandželović, Helena Žnidaršič, Draga Brkljačič, Milan Bezeg, Nikola Vuk, Milan Banovec, Tone Recelj, Pavel Zupet, Miroslav Pokorny in Darinka Galovič za izum Uporaba sekundarnih surovin iz biosinteze oksitetraciklina in ekonomične izolacije prehrambenih proteoliznih encimov

### 1982
Enaindvajset nagrad:
- Romeo Miloševič za življenjsko delo pri snovanju in razvoju dvotaktnih motorjev, krmilnih motorjev in motornih agregatov
- Franc Jan za tehnično izboljšavo Razvoj in uvajanje razvojnih dosežkov debeloplastnih hibridnih verzij v proizvodnjo
- Peter Knego za tehnično izboljšavo Družina switching usmernikov
- Danilo Poberaj za tehnično izboljšavo Komunikacijski vmesnik
- Vlado Tumpej za tehnično izboljšavo Uvajanje sodobne tehnologije pri pridelovanju mleka na tržnih kmetijah
- Milan Čelan in Andrej Pregelj za tehnično izboljšavo Razvoj tipk TX-1 in TC za elektronske naprave
- Milan Novak in Tone Zafošnik za tehnično izboljšavo Uvedba nove tehnologije pridelovanja trsnih cepljenk
- Borut Lavrenčič, Pavle Cevc in Janko Polanec za izum Pasivna infrardeča alarmna naprava
- Jože Novak, Peter Stegnar in Viktor Dimic za tehnično izboljšavo Razvoj postopka pridobivanja radioaktivnega tehnecija
- Dušan Brajnik, Marjan Logar in Aleš Stanovnik za tehnično izboljšavo Nedestruktivno določanje urana in drugih naravnih sevalcev v rudah, geoloških vzorcih in zemljinah
- Andrej Banovec, Marija Kern in Stanko Vrhovec za tehnično izboljšavo Razvoj tankoplastnega tenziometra
- Branko Robavs, Jože Marušič in Leopold Prevc za tehnično izboljšavo Numerična pozicionirna naprava
- Jože Marušič, Matija Kodrič in Alojz Kozinc za tehnično izboljšavo Tehtalno dozirni sistem VDT 21 D/R,P
- Miha Stopar, Amadej Trnkoczy, Uroš Stanič in Jože Opeka za izum Terapevtski elektronski stimulator TES
- Avgust Plaskan, Janez Oven, Jure Kranjc, Vinko Tiselj in Jule Šetina za tehnično izboljšavo Prenos tehnološkega postopka in konstrukcije kompletne naprave za visokovakuumsko kaljenje stožčastih zobnikov in drugih sestavnih delov v proizvodnjo poljedelskih strojev SIP Šempeter
- Jože Kanduč, Miro Kikelj, Leon Kos, Janez Novak, Vinko Kosmač in Jože Škrabe za tehnično izboljšavo Mikroračunalniški sistem vlakovnih številk MIN-30
- Radovan Tavzes, Janko Grom, Ivo Bric, Monika Jenko, Lidija Koller in Jože Zupančič za tehnično izboljšavo Hermetično zaščiteni subminiaturni elektromehanski rele SR1 v tranzistorskem ohišju
- Evgen Kansky, Rasto Zavašnik, Marko Žumer, Vinko Nemanič, Janez Štamcar in Jože Zupančič za tehnično izboljšavo Razvoj in konstrukcija vakuumske naprave za tehnološko obdelavo površin polprevodnikov v skrajnem ultravakuumu z vgrajenim spektrometrom Augerjevih elektronov
- Vlado Božjak, Jernej Böhm, Bano Diallo, Martin Lesjak, Emil Mandeljc, Bojan Paradiž in Jože Šnajder za tehnično izboljšavo Računalniška ekološka postaja
- Tea Rihter, Irena Šoster, Edi Voga, Milijana Prokič, Tinka Ernst, Miran Majcen, Marjan Hauptman, Vasja Barsa in Tina Kankolič za razvojni dosežek Izdelava termoobčutljivih papirjev
- Brane Jenko, Franc Lipovšek, Dušan Milivojevič, Metka Lenarčič, Zdenka Lindič, Franc Jeraj, Breda Dolinšek, Rudi Dejak, Igor Langof in Joža Habjan za tehnično izboljšavo Sinteza in tehnološki postopek cimetidina

### 1983
Enaindvajset nagrad:
- Franc Levovnik za življenjsko delo na področju merjenja električne energije
- Rajko Kenda za izum Zbiralnik za ločeno prestrezanje urina pri otrocih
- Vlado Rozman za tehnično izboljšavo Naprava za odvajanje škodljivih plinov v DE poliuretan
- Vid Gazvoda za nov postopek izdelave hypalonske tkanine in konfekcije
- Jože Korošec za vzgojo 3 novih sort trav in ene sorte detelje
- Smiljan Jerič in Miha Kocmur za razvoj tehnološkega postopka kemičnega (netokovnega) nanosa tankih kovinskih prevlek za profesionalne elektronske elemente
- Miran Kosmač, Branko Semiloč in Jože Gregorčič za tehnično izboljšavo Tiristorski servo regulator tip Sr-Th-2
- Borut Ahačič, Janez Benedik, Janez Grohar, Jože Omejc za tehnično izboljšavo Avtomat za izdelavo elektromagnetnih jeder
- Pavel Zupet, Milan Bezeg, Tone Recelj in Miha Japelj za tehnično izboljšavo Izpopolnitev tehnologije postopka za sintezo centrofenoksina
- Zdravko Rupnik, Ivan Jermol, Tomaž Skalar in Franc Kovačič za tehnično izboljšavo Računalniško krmiljen stroj za avtomatsko merjenje in sortiranje diastatov v procesu serijske proizvodnje
- Drago Končnik, Janez Zakonjšek, Miro Vrhovec in Matjaž Vrhovec za tehnično izboljšavo Vzdolžna diferencialna zaščita energetskih vodov
- Branko Robavs, Leopold Prevc, Rudolf Čurić, Tomaž Slivnik in Dušan Kodek za delo Mikroračunalniške numerične merilno pozicionirne naprave družine LJUMO PNC
- Jernej Böhm, Aleš Jereb, Jože Šnajder, Herman Kralj, Marko Drenik in Dušan Gabrijelčič za tehnično izboljšavo Avtomatski merilni sistem za merjenje in računanje karakteristik mehkomagnetnih feritnih materialov
- Gojmir Lahajnar, Robert Blinc, Ivan Zupančič, Milan Rormarin, Ivan Kocuvan in Leon Barbič za izum Nedestruktivni postopek za določevanje aktivnosti cementa
- Bojan Držaj, Sjajna Flis, Jože Kuzma, Jože Jerovšek, Radenko Salemović, Ivan Goznik in Lora Gabrovšek za uvedbo postopka pridobivanja zeolita A in njegovo vgradnjo v pralni prašek
- Alojzij Keber, Uroš Aleksić, Pavel Oblak, Dušan Filipič, Janez Plestenjak, Mario Bar in Brane Klančar za tehnično izboljšavo Mikroračunalniško krmiljenje dvigal MKD 2
- Boris Šket, Marko Zupan, Stane Molan, Pavel Zupet, Miha Japelj, Zora Torbica in Marjan Slamnik za izum Neodvisni postopek za sintezo nifedipina in izdelavo lastnih tehnoloških postopkov za njegovo kemijsko sintezo in farmacevtsko formulacijo v končno obliko zdravila
- David Čuk, Zoran Marinšek, Drago Pavšelj, Igor Ribič, Radovan Tavzes, Miha Tomšič, Marjan Vidmar in Boris Žnidarič za tehnično izboljšavo Univerzalni digitalni avtomat UDA 021
- Viljem Gerkeš, Matija Učakar, Drago Logar, Zvonimir Capek, Milana Balon, Stane Lampe, Jurij Hribovšek in Nadja Kirin za razvoj in realizacijo letalskega avtomatskega radijskega kompasa
- Cveto Brajnik, Jože Debevec, Peter Kavčič, Franci Nadles, Karol Pravica, Ilija Rajver, Andrej Šinkovec, Stojan Trošt in Božo Vukas za tehnično izboljšavo Miniaturni laserski razdaljemer
- Pavel Oblak, Uroš Stanič, Jadran Lenarčič, Saša Divjak, Danijel Šlebinger, Anton Ružič, Alojz Žnidarčič, Viktor Vavpot, Boris Krevzel, Miomir Vukobratovič, Dragan Hristić in Miroslav Štrubelj za tehnično izboljšavo Robot GORO – 101

### 1984
Dvaindvajset nagrad:
- Niko Kralj za življenjsko delo na področju industrijskega oblikovanja
- Mirko Doberšek za razvoj nove dentalne zlitine
- France Strojin za uvedbo livnih praškov v redno proizvodnjo
- Heron Šubic za nov postopek združevanja plastičnih materialov po principih gumarske tehnologije
- France Brecelj in Sejjad Salam za razvoj tehnološkega postopka za proizvodnjo halogenskih žarnic
- Edo Dolžan in Jože Mertelj za tehnično izboljšavo Valjčna obračalna odvodka
- Štefan Urankar in Miran Bratkovič za zasnovo matenalne opreme Zasebne centrale Sl 2000/020
- Ciril Zevnik in Jože Horvat za postopek za kontinuirano vroče pospajkovanje trakov iz bakra in njegovih zlitin
- Pavel Cevc, Janko Polanec in Borut B. Lavrenčič za izum Naprava in sistem naprav za protipožarno zaščito industrijskih transportnih in odpraševalnih kanalov
- Jože Gasperič, Milena Žerovnik Turk, Jelka Zupan, Vinko Rebec in Branko Kos za razvoj skupine vakuumskih naprav za porodništvo
- Stanko Strmčnik, Vladimir Jovan, Janko Petrovčič, Janko Černetič in Miroslav Štrubelj za tehnično izpopolnitev Simer-mikroračunalniški sistem za merjenje in regulacijo v procesni industriji
- Miroljub Kljajić, Janez Krajnik, Miha Stopar, Amadej Trnkoczy in Uroš Stanič za izum Čevlji za merjenje vertikalne sile in njenega prijemališča med hojo
- Matija Kodrič, Alojz Kozinc, Darko Drglin, Samo Prodan in Jurij Juršič za delo Računalniška tehtnica RT 211 s priborom
- Anton Šebenik, Uči Osredkar, Bojana Dobnikar, Janez Volčič, Zoran Cvetkovič in Igor Smerkolj za tehnično izboljšavo sinteze in uporabe fenolformaledhidne smole
- Gabrijela Pepelnjak, Radmilo Anđelković, Božo Iglič, Zdenko Gasparič, Sretan Dimitrijević in Milan Mitrović za izdelavo protiaerosolnih in vodnih filtrov
- Peter Peterlin, Bojan Grilc, Bojan Grošelj, Janez Novak, Marjan Markelj in Ludvig Gyergyek za delo Naprave za povezavo operaterja z računalniškim sistemom za vodenje procesov v realnem času
- Vinko Sever, Zvezdana Sterle, Franc Pinterič, Andrej Pajnič, Boštjan Sivka, Lado Lenart in Jurij Tasič za dela pri razvoju in izdelavi mikroračunalniškega in analogno elektronskega dela plamenskega emisijskega fotometra FLAPHO-40
- Ivo Blažič, Milan Bajec, Franc Stariha, Silvo Jakša, Ivo Slana, Alojz Malenšek, Peter Šuhel in Alojz Roškar za Mikroračunalniško krmiljenje za avtomatski navijalni stroj ANM 236
- Miloš Budnar, Vladimir Cindro, Mitja Kregar, Vekoslav Ramšak, Marjan Ravnikar, Zdravko Rupnik, Vito Starc in Žiga Šmit za tehnično izpopolnitev Razvoj metode protonskega vzbujanja rentgenskih žarkov (PIXE) za sledne analize
- Marko Valič, Dušan Kusterle, Karolj Nemeš, Uroš Aleksić, Vladimir Leskovar, Mario Kalčić, Matjaž Drenik, Dimitrij Kramar in Jožef Hozjan za tehnično izboljšavo Laserski obdelovalni sistem ISKRA LMP 600
- Evgen Kansky, Danilo Gorjan, Marjan Stipanov, Marjan Buh, Nevenka Čok, Bojan Erjavec, Jožica Lenassi, Zlata Roš, Stanislav Šorli in Josip Zoubek za tehnično izpopolnitev Metalizacija visoko glinične keramike
- Janez Pirš, Bojan Marin, Erik Margan, Stanimir Vasić, Igor Muševič, Andrej Primc, Ivan Kvasić, Andrej Vučković, Silva Pirš, Andrej Gartner in Robert Blinc za izuma Miniaturni monitor časovno odvisnih električnih signalov z LCD zaslonom in pomnilnim zapisom in Tekočekristalni osciloskopski zaslon z internim reflektorjem in interno mrežo

### 1985
Enaindvajset nagrad:
- Albert Čebulj za življenjsko delo na področju elektroenergetike in uporabe električne energije
- Drago Westersbach za Statistični multipleksor
- Marjan Mrhar za tehnično izboljšavo Uvajanje aktivnega dosuševanja krme s hladnim in dogretim zrakom
- Lovro Koblar in Boris Zalokar za tehnično izboljšavo Lokatorji napak v kablih z velikim slabljenjem
- Janez Plestenjak in Edvin Batista za tehnično izboljšavo mikroplazemske naprave PV 20 T za varjenje tankih varjencev
- Silvij Mikac in Vitomir Garbajs za izum Postopek in naprava za adaptivno krmiljenje elektroerozijskega obdelovalnega procesa
- Janez Pelc, Branko Petrič in Jože Kaplan za razvoj aperiodičnega indukcijskega generatorja za visoke in nizke frekvence za površinsko in skozno segrevanje kovin
- Bojan Povh, Bruno Tavčar in Franci Štemberger za raziskave, razvoj in osvojitev izdelavnega postopka za proizvodnjo germicidnih svetil na lEVT
- Matjana Didek Brumec, Janez Čadež in Anka Puc za izum postopka za pripravo ergokornina in ergokriptina s submerzno fermentacijo
- Emil Knez, Milena Kukovič, Milena Žnidar in Milijana Prokić za izum Mikrokapsule za brezkarbonske kopirne papirje
- Janez Eržen, Franc Mihalič, Leopold Južina in Dušan Raič za Elektronsko precizno tehtnico razreda II
- Peter Prelovšek, Matjaž Babič, Andrej Kregar in Bojan Uran za izum Merilnik toplotne prevodnosti z izboljšano metodo grelne žice
- Primož Strojnik, Stanislav Žerovnik, Miha Stopar in Uroš Stanič za izum Elektronska naprava za korekcijo skolioze
- Bogdan Baster, Vladimir Franinovič, Herman Kralj, Franc Mavrič in Zdenko Milavc za izboljšavo Indukcijska peč GIG
- Anton Železnikar, Marko Kovačevič, Dušan Šalehar, Drago Novak, Andrej Leskovar in Aleksander Hadži za mikroračunalniški sistem PARTNER
- Martin Lesjak, Primož Mlakar, Vlado Božjak, Boris Glavič, Marko Drenik in Jože Šnajder za napravo za avtomatsko določanje RVR na letališčih
- Konrad Steblovnik, Iztok Gabrovec, Vojko Lončarič, Andrej Križnik, Boris Krofl in Milena Jan za Video krmilni modul KLT-T, PAKA 3000
- Josip Puh, Drago Kolar, Zmago Stadler, Danilo Suvorov, Leon Gričar, Zvonko Bradač, Jože Klobčar in Peter Bavdek za razvoj in uvedbo postopka za izdelavo večplastnih kondenzatorjev
- Alojzij Keber, Vladimir Jovan, Mario Bar, Tomaž Štrukelj, Dušan Filipič, Liljana Per, Veronika Gašpar, Janez Plestenjak in Mitja Pirjevec za tehnično izboljšavo Mikroračunalniško krmilje dvigal SMKD 1
- Boris Šket, Nataša Zupančič, Pavel Zupet, Marko Zupan, Marjeta Globokar, Miha Japelj, Milan Banovec, Alenka Jakovljević, Marija Will in Franc Kozjek za izum za sintezo piroksikama, prenos tehnološkega postopka v redno industrijsko proizvodnjo in tržno realizacijo lastnega zdravila ERAZON
- Edvard Mali, Stane Droljc, Borut Habič, Damijana Dimic, Janez Gjura, Janez Požun, Andrej Flis, Jadran Korla, Janez Gjura, Dušan Arko, Tomo Gečev in Miro Špoljarič za tehnično izboljšavo Razvoj in uvajanje penobetonov v grajenje pri nas

### 1986
Enaindvajset nagrad:
- Miha Japelj za vrhunske dosežke na področju farmacevtskih preparatov
- Janez Eržen za tehnični izboljšavi Razvoj polariziranega releja s hermetičnim izmeničnim Hg kontaktnikom in Razvoj izdelavnega postopka za serijsko proizvodnjo releja vključno z merilnimi napravami
- Silva Avšič za delo na žlahtnjenju in selekciji novih sort fižola
- Vijko Ozim in Vera Ozim za izum Demanganizacija ali istočasna demanganizacija in deferizacija vode brez uporabe aktivnega oglja z ozonom
- Jože Pogačar in Franc Dolenc za tehnično izboljšavo Elektronska planšeta EPLA - 48 za spremljanje zračne situacije
- Božo Glavič in Milan Šantelj za tehnično izboljšavo Ročni vetromer RVM 96
- Boris Navinšek in Anton Žabkar za izum Trde zaščitne prevleke iz titanovega nitrida za povečanje življenjske dobe orodij in strojnih delov
- Borut Bohanec, Branka Javornik in Ivan Kreft za požlahtnitev sorte ajde siva
- Monika Jenko, Radovan Tavzes, Lidija Koller in Aleksander Kveder za izum Difuzijsko kromiranje železa za profesionalne releje
- Vital Eržen, Janez Stepišnik, Damir Zajec in Adrijan Levstik za tehnično izboljšavo Ultrazvočni defektoskop
- Franc Kunšič, Janez Trontelj, Lojze Trontelj in Anton Pleteršek za tehnično izboljšavo Števna enota laserskih razdaljemerov v 3μ CMOS tehnologiji
- Mario Korva, Drago Logar, Egon Perisutti, Jurij Hribovšek in Mitja Zornada za tehnično izboljšavo Prenosna radijska sprejemno oddajna naprava s frekvenčnim skakanjem SPARK
- Bogdana Kurbus, Franjo Bakula, Roman Gabrovšek, Ivan Kocuvan in Milojka Pirc za izum Postopek za izdelavo lahkih izolacijskih in gradbenih elementov iz amorfne kremenice
- Stojan Trošt, Boris Vedlin, Marko Kažič, Jurij Nahtigal in Jože Žakelj za izum Okulistični Nd - YAG sunkovni laser
- Marjan Kopač, Jože Kocjančič, Drago Kolar, Anton Jager, Danilo Suvorov in Borut Vičič za izpopolnitev recepture in tehnološkega postopka pri proizvodnji steklenih izolacijskih vlaken
- Rudolf Murn, Borut Kastelic, Dušan Peček, Davor Miljan, Jože Pahor in Tomaž Lunder za tehnično izboljšavo Sistem računalniško vodenih radiometričnih vrat - RV 3
- Marijan Miletič, Branko Jevtič, Tomaž Krištofelc, Igor Ozimek, Robert Reinhardt in Marjan Špegel za Enokartični 16-bitni mikroračunalnik PMP-11
- Danilo Mozetič, Franci Pinterič, Andrej Godec, Ivan Košak, Ciril Pohar in Gorazd Vesnaver za tehnično izboljšavo Industrijski konduktomer MA 5971 z ustreznimi celicami
- Natalija Vitezić, Jože Gnidovec, Pavel Zupet, Marjo Merslavič, Marjan Kermc, Metka Palka in Majda Kopač za izum Sinteza piperacilina, priprava sterilne Na soli in prenos v industrijsko proizvodnjo
- Janez Pirš, Silva Pirš, Igor Muševič, Bojan Marin, Tone Pleteršek, Peter Stavanja, Andrej Gartner, Jože Pirkovič, Jože Pucelj, Erik Margan in Janez Drmaž za tehnologijo izdelave in krmiljenja tekočekristalnih optičnih prikazalnikov
- Radko Luzer, Darko Duh, Darko Kodrič, Branko Škrubej, Stane Zagorc, Ignac Bakše, Miran Kranjec, Ignac Uršič, Janko Nendl, Marjan Kunstelj, Brane Šesek in Iztok Ograjenšek za sistem za špiralizacijo uporov z Nd: YAG industrijskim laserjem UPLAS-20

### 1987
Enaindvajset nagrad:
- Mitja Šipek za življenjsko delo na področju kontrole materialov
- Vinko Kambič za novo metodo slikanja grla skozi operacijski mikroskop
- Franc Glinšek za razvoj in uvedbo žičnega upora v proizvodnji
- Milica Oblak za uvajanje nove vrste jagodičja - žlahtnih borovnic v Sloveniji
- Dušan Gnidovec in Bojan Breskvar za razvoj zlitin Bazil S za zobno protetiko in Permil 50 za magnetne oklope, razvoj mikrofiltrov za kriogeno tehniko in razvoj pseudozlitine AgZnO za električne kontakte
- Marta Dolinar in Tine Vučer za Model za napoved časa tretiranja hmeljne peronospore v razmerah Savinjske doline
- Mirjam Cergolj, Jadranka Praštalo in Marija Trontelj za razvoj in uvedbo varistorja v proizvodnjo
- Pavel Cevc, Janko Polanec in Borut Lavrenčič za infrardečo protipožarno napravo
- Janez Žvab, Andrej Vozlič in Vojko Strle za distribuirani procesni krmilni sistem PKS-2
- Boris Pihlar, Janez Lavriša, Janez Medic in Ljuban Klojčnik za prototip Cianidni analizator MA 5400
- Miran Kosmač, Branko Semolič, Zdravko Zore, Ljubo Pogačnik in Mitja Skvarča za Tranzistorski servo regulator SR-Tr-20/40 in SR-Tr-40/100
- Zvone Kerin, Božidar Gošte, Roman Lešnjak, Franc Strojin in Štafan Smolič za finalizacijo linije za upore ali druge elektronske elemente z aksialnimi priključki
- Franc Florjančič, Alojz Medic, Nada Radonjič, Jože Klanjšek in Stane Jamnik za Proces in napravo za čiščenje odpadnih vod predelave rastlinskih olj in masti in za Flotacijo z raztopIjenim zrakom kot postopek ločevanja suspendiranih snovi iz vode
- Matjaž Mihelič, Uroš Miklavžič, Zdravko Rupnik, Pavao Satalić, Franc Spreizer in Igor Žerovnik za mikroračunalniški termoluminescentni analizator IJS MR-200
- Nataša Zupančič, Boris Šket, Pavel Zupat, Marko Zupan, Marjeta Globokar, Miha Japelj in Marjan Kermc za nove sinteze in tehnološki postopek za proizvodnjo norfloksacina - nove antimikrobne učinkovine
- Ljubomir Antončič, Anton Čopar, Darko Kocijan, Boris Rusjakovski, Iztok Jazbec, Alenka Jeriha in Ivana Krivec za izum postopka za pripravo nikardipina in njegove hidrokloridne soli
- Konrad Steblovnik, Iztok Gabrovec, Bogo Romih, Vojko Lončarič, Jože Steblovnik, Franc Peršak in Vinko Žagavec za Videoterminal PAKA 5000
- Branko Baslač, Mladen Kokolj, Mihajlo Komunjer, Ivan Pepelnjak, Darko Perhoč, Srečko Seljan, Branko Šoštarić in Zdravko Vuk za lokalno mrežo za računalnike PARTNER (LAN-P, LSYN-002)
- Niko Škorc, Franci Pintar, Aljoša Resinovič, Franc Pretnar, Jože Koleša, Marko Kodela, Jože Vozel, Stanislav Kuhar in Bogomir Rajh za Informacijski sistem za upravIjanje prometa
- Drago Končnik, Ivo Brnčič, Stane Koprivšek, Branko Štrukelj, Jože Zajec, Janez Zakonjšek, Rajko Brglez, Janez Jordan, Anton Ogorelec in Georgi Zlatarev za delo Sistem zaščitnih naprav za objekte prenosa in razdeljevanja električne energije z uporabo novih teoretičnih in tehnoloških rešitev
- Marko Rogač, Damijan Hafner, Marko Kovačevič, Dušan Zalar, Milan Malej, Marjan Bohnec, Drago Westerbach, Kristl Ogris, Bogdan Kejžar, Aleksander Hadži in Andrej Leskovar za Mikroračunalniški sistem TRIGLAV

### 1988
Enaindvajset nagrad:
- Igor Levstek za vrhunski dosežek na področju izumov in izboljšav za uvajanje merskih metod jedrske magnetne resonance pri selekciji oljaric in na številna druga področja, ter za sistem za vzpodbujanja inovacij na Institutu Jožef Stefan, ki je dal v zadnjih 15 letih več kot 250 izumov in prav toliko izboljšav
- Mihaela Černe za delo Novi kultivarji in tehnologija vzgoje vrtnin za predelavo
- Alenka Kandušer za postopek za formiranje elektrod na tankih kristalnih rezinah z velikimi elektromehanskimi in elektrotermalnimi koeficienti
- Dane Peterc za razvoj opreme za elektrofiziološke raziskave na poskusni živali ter razvoj opreme za elektrofiziološke raziskave in zdravljenje pri človeku
- Jože Pogačar in Igor Orel za elektronsko napravo za rafinerijo olja – ENRO
- Vladimir Kosi in Vera Banfi za tehnično izboljšavo postopka za izdelavo preparatov za žičarne
- Zdenko Milavec, Marko Dolanc in Herman Kralj za tlačilko za infuzijo – Infuzon
- Tomaž Skapin, Andrej Šmalc in Andrej Stergaršek za postopek proizvodnje nikljevega (II) fluorida tetrahidrata
- Bojan Cestnik, Igor Kononenko in Ivan Bratko za sistem avtomatskega učenja odločitvenih pravil ASISTENT 86
- Marin Berović, Jože Velkavrh, Srečko Oman in Marko Drašler za proizvodnjo laboratorijskih in pilotnih bioreaktorjev
- Avguštin Blažič, Aleš Juhart, Andrej Peternelj in Marijan Potočnik za miniaturni Joule-Thompsonov utekočinjevalnik plina z reguliranim pretokom plina za doseganje temperatur okrog 77 K
- Vinko Rebec, Marjan Blenkuš, Branko Kos, Igor Podbrežnik in Alojz Virant za razvoj in izdelavo ultrazvočne čistilna naprave UZČ-41 s tehnologijo čiščenja vred
- Janez Pelc, Taso Lazovski, Janez Oven, Branko Petrič in Črtomir Vodušek za razvoj konstrukcije in izdelave avtomatske naprave za visokofrekvenčno industrijsko termično obdelavo (kaljenje) osi satelitov diferenciala Citroën ter vsestransko kontrolo postopka in kakovosti vzdolž celotne transportne poti obdelovanca
- Franc Dacar, Peter Reinhardt, Albert Kolar, Boris Težak in Marjan Špegel za grafični procesor GRAF–100
- Andrej Eleršek, Jurij Šoba, Edo Kladnik, Zmago Stadler in Matjaž Žaucer za toplotno izolacijski keramični material
- Dušan Kunsterl, Marko Valič, Roman Debeljak, Danijel Šlebinger in Milan Krsmanović za laserski sistem za tridimenzionalno obdelavo
- Jožef Pislak, Marko Jeruc, Brane Kamšek, Janja Carli in Peter Zadel za enokanalno radio-relejno napravo RRS-7 (RRU-1)
- Radovan Tavzes, Monika Jenko, Lidija Koller, Drago Railič, Brane Miklavž in Jože Zupančič za razvoj in proizvodnjo družine profesionalnih subminiaturnih hermetičnih relejev
- Jože Marušič, Iztok Hudoklin, Mitja Pernuš, Franc Vogrin, Rudolf Čurič in Jurij Juršič za družino numeričnih kazalnikov pozicije NP 200/300
- Janez Peklenik, Mirko Klanjšček, Ivan Vengust, Andrej Konjajev, Ernest Zebec in Borut Ahačič za sistem za vstavljanje elektronskih komponent z računalniškim krmiljenjem (NC vstavljalnik)
- Milojka Mohar, Ljuba Kremžar, Zdenka Jerala Štrukelj, Angela Vene Možina, Janja Urbančič Smerkolj, Polona Cvelbar, Zdravko Kopitar, Mirjam Žorž, Andrej Lenardič, Bojan Kofler, Frida Lah Gros, Vida Nikolič, Mihaela Mavec in Marija Lampret za tablete s podaljšanim delovanjem na osnovi hidroksipropil metilceluloze z veliko molsko maso in postopek za njegovo pripravo

### 1989
Enaindvajset nagrad:
- Peter Vogrinčić za življenjsko delo na področju izumov in izboljšav za celovito zasnovo programa preoblikovalne opreme za kovine in nekovine
- Elza Leskovec za prispevek k intenzifikaciji vrtnarske proizvodnje
- Boris Stropnik za novo tehnologijo odpepeljevanja pri termoelektrarni Šoštanj
- Aleksander Šiftar za pomembne raziskovalne dosežke na področju razmnoževanja rastlin in vitro
- Martin Lesjak in Jože Šnajder za avtomatsko računalniško merilno postajo META 789
- Andrej Banovec in Marija Kern za razvoj in proizvodnjo tankoplastnega senzorja relativne vlage
- Boris Orel, Zorica Crnjak Orel in Ištvan Radoczy za barvni premaz z visoko stopnjo dispergiranja oziroma kritja in postopek za njegovo pripravo in uporabo
- Jože Perne, Milam Kozole in Stanislav Miklavčič za sistem za merjenje, registracijo in obdelavo električne energije ISKRAMATIC SEP 2
- Valentin Fidler, Milan Prepadnik in Peter Rakovec za inteligentni prožilnik za selektivno ventrikulografijo
- Franc Lipovšek, Brane Jenko, Franc Jeraj in Janko Pavlič za postopek za popolno ločljivost zmesi polisulfon-diklormetan
- Janko Žmitek, Alenka Hribar Kikelj, Ljubo Antončič in Anton Čopar za sintezo auranofina
- Vinko Ribnikar, Jaro Kapus, Vojko Mencinger in Jože Prelovšek za omrežni tonfrekvenčni sprejemnik TS 5
- Darko Belavič, Silvo Mojstrovič, Muharem Murčehajič, Stojan Šoba in Milan Vodopivec za senzor krvnega tlaka
- Stane Koprivšek, Marko Maver, Marko Kompare, Bogomir Vrhovec, Simon Jug in Jože Vrežej za distančno zaščito za srednje napetostna elektroenergetska omrežja
- Marij Herslavič, Pavel Zupet, Vesna Flego, Miha Japelj, Branko Stanovnik in Janja Cirnski za pripravo derivatov L-alanil-L-prolina in neodvisen postopek za sintezo enalapril maleata
- Primož Rode, Dušan Štajer, Matija Horvat, Ivan Zupančič, Žarko Gorup in Danijel Peterc za raziskavo pomena poznih prekatnih potencialov
- Igor Birkelbach, Branko Štrukelj, Ivo Brnčič, Janez Jordan, Drago Končnik in Vinko Žerjav za mikroprocesorski frekvenčni rele RFN 30
- Milan Jeran, Franc Podbevšek, Iztok Medved, Vlado Ahtik, Stane Baš, Stane Plaskan in Marko Agnež za sisteme za avtomatizacijo proizvodnih procesov, serijo procesnih računalnikov KLAS in KUP
- Žarko Gorup, Leopold Trdan, Niko Basarič, Andrej Levstek, Marko Perovšek, Boštjan Peršič, Miran Šavli in Branko Šušterič za avtomatsko transportno linijo
- Zdenko Vižintin, Jože Petkovšek, Karel Rankel, Marjan Kunstelj, Miro Treven, Drago Markič, Slavko Guzelj in Zdravko Grmovšek za detektor laserske osvetlitve
- Bernard Herman, Tomaž Slivnik, Rajko Mahkovic, Branko Treska, Ivo Eržen, Zlatan Magajna, Matjaž Mlinšek, Bojan Breznik, Jože Bizjak in Goran Čeledin za numerično krmilje za stružnice CNC-2T

### 1990
Dvajset nagrad:
- Smiljan Jerič za življenjsko delo pri proučevanju elektronskih sestavnih delov
- Vojko Ozim za izum Hidrokinetični postopek za razželezenje vod s kisikom
- Leon Žlajpah in Milko Čefarin za izboljšavo robotizirane celice za hladno preoblikovanje
- Natalija Vitezič in Pavel Zupet za izum sinteze piperacilina, farmacevtske surovine za Krkin preparat ISIPEN
- Vital Eržen, Davorin Kotnik in Janez Pirš za izboljšavo Mini NMR spektrometer
- Matija Maležič, Helena Benko in Dušan Filipič za izum Vezja alternativnega dvokanalnega spodbujevalnika mišic
- Zoran Seljak, Ivan Rupnik in Dušan Kastrevc za izboljšavo NC obdelovalna linija za razrez Al - profila in prebijanje lukenj
- Karl Kuzman, Janez Pipan, Samo Večko in Tone Pratnekar za izboljšavo Feritne in austenitne armature iz pločevine
- Jožef Rupar, Boštjan Šuhelj, Dušan Terčelj in Matjaž Vrhovec za integrirano mikroprocesorsko zaščito za srednjenapetostni vod z avtomatskim ponovnim vklopom RIR 2000
- Valentin Fidler, Milan Prepadnik, Peter Rakovec in Sergej Hojker za raziskave s področja teorije informacij v medicinskih slikah
- Simona Bohanec, Livija Lah, Marjan Tušar, Marko Meglič in Tanja Ljubič za C13 SYS-CARBON, programski paket za ekspertno reševanje problemov s področja C13 NMR
- Zlatko Roškar, Janez Špeh, Rajko Točaj, Drago Mikuš in Franc Šmajs za montažno linijo srednje litražnih grelnikov vode
- Neda Benički, Vladimir Pokorni, Dragan Radovič, Ivan Radež, Miljenko Sokolić in Marjeta Grom za izum izdelave neodvisnega postopka za biosintezo antibiotika Salinomicina in tržnega preparata KOKCISAN R
- Drago Kolar, Miha Drofenik, Igor Zajc, Andrej Češnovar, Zora Omahen in Ivo Močnik za PTC – termistorje
- Jurij Druškovič, Stanislav Pintar, Maksimiljan Fijački, Saša Prešern, Rudi Murn, Branko Mihovilovič in Mate Lamut za Računalniško podprt informacijski sistem za spremljanje in vodenje kontrole kakovosti v tovarni avtopnevmatike Sava-Semperit
- Marjan Špegel, Marko Bonač, Bogdan Filipič, Tadej Lasbaher, Mitja Lasič, Janko Mivšek in Peter Reinhardt za izboljšavo KRONOS - sistem za računalniško evidentiranje prisotnosti z magnetno kartico
- Jožica Friedrich, Nina Gunde Cimerman, Aleksa Cimerman, Branislav Filipovič, Pavica Hajko, Miroslav Pokorny, Janez Bernik in Jože Repše za izum postopka za proizvodnjo mikrobiološkega sirišča s submerzno fermentacijo
- Jernej Virant, Marjan Bradeško, Igor Rozman, Tomi Zebič, Niko Zimic, Marko Agrež, Stane Baš in Damijan Kramer za programirano napravo - programski paket FEPRO
- David Čok, Zoran Marinšek, Drago Pavšelj, Marijan Vidmar, Dragan Mrdaković, Janko Petrovčič, Marko Šega, Janez Žmuc in Stojan Binder za izboljšavo mikroračunalniškega vodenja steklarske talilne peči
- Janez Markač, Stane Plaskan, Franc Šmajs, Rajko Točaj, Drago Mikuš, Marina Tavčar, Frank Kranjc, Iztok Simšič, Rastko Čop in Breda Mencej za izboljšavo merjenja, označevanja in avtomatske identifikacije furnirja

### 1991
Šest nagrad:
- Marko Kos za življenjsko delo na področju razvojno konstrukcijske dejavnosti
- Marjan Špegelj, Andrej Brodnik, Borut Lesjak, Slavko Mavrič in Vid Vouk za razvojni sistem IN-BED za programiranje mikroprocesorjev v Moduli-2
- Savo Leonardis, Franc Bratkovič, Aleksander Razmovski, Damjan Luin, Matjaž Blokar in Janez Vrzel za izum vezja za digitalni multifrekvenčni sprejemnik signala
- Janez Jenko za izum kline pri drsalki
- Milan Skitek, Ljubiša Lukić in Niko Jesenovec za izum stabilne kontrole krvi za hematološke analizatorje na Coulterjevem principu
- Matija Kodrič, Tomaž Slivnik in Vladimir Kavrečič za izum vezja za kompenzacijo spremembe upornosti povezovalnega kabla med merilno dozo in merilnim instrumentom